# Аббасова, Мехриноз Носиржон кизи
Мехриноз Носиржон кизи Аббасова (узб. Mehrinoz Nosirjon qizi Abbasova; род. 23 июля 1995 года, Чартакский район, Наманганская область, Узбекистан) — узбекская поэтесса, журналист и критик. Первый председатель Союза молодых художников (2017—2022 годах), член Союза писателей Узбекистана (2018).
В 2011 году написала сборник стихов на узбекском языке «Men yoshlikman», а в 2014 году «Yulduzrang qoʻshiqlar». С 2022 года работает советником директора Агентства по делам молодежи Узбекистана по вопросам государственного языка.

## Биография
Мехриноз Аббасова родилась 23 июля 1995 года в Чартакском районе Наманганской области Узбекистана. В 2011 году окончила школу № 57 города Наманган и поступила в академический лицей № 2 при Наманганском государственном университете. В юности мечтала учиться в Ташкентском медицинском институте, чтобы стать врачом и работать во Всемирной организации здравоохранения и лечить жителей экологически неблагополучных регионов во всем мире.
С юных лет Мехриноз начала увлекаться поэзией и познакомилась с писателями Намангана, такими как Зиёвиддин Мансур, Гуломжон Акбаров и другими. В 2011 году написала сборник стихов на узбекском языке «Men yoshlikman» («Я — молодость»). В 2012 году за сборник стихов стала лауреатом государственной премии имени Зульфии в области литературы. В 2014 году книга поэтессы «Yulduzrang qoʻshiqlar» издана по рекомендации Союза писателей Узбекистана.
В 2014 году Мехриноз Аббасова поступила на факультет международной журналистики Узбекского государственного университета мировых языков. В 2017 году выступала на IV съезде Молодёжного общественного движения Камолот. После этого выступления назначена на должность председателя вновь созданного Совета молодых художников Узбекистана. В 2017 году Мехриноз Аббасова награждена медалью «Шухрат».
В 2018—2020 годах окончила магистратуру Ташкентского государственного университета узбекского языка и литературы имени Алишера Навои. В 2017 году написала несколько статей в научных журналах. В 2018 году стала членом Союза писателей Узбекистана. С 11 февраля 2022 года работает советником директора Агентства по делам молодежи Узбекистана по вопросам государственного языка.
Мехриноз Аббасова способствовала реализации ряда крупных проектов Агентства по делам молодежи Узбекистана. В 2022—2023 гг. помогала в реализации проекта WikiStipendiya. 
Стихи Мехриноз Аббасовой были переведены на турецкий язык и опубликованы в газете «Герчек Фетхие».